# Ikonoskop

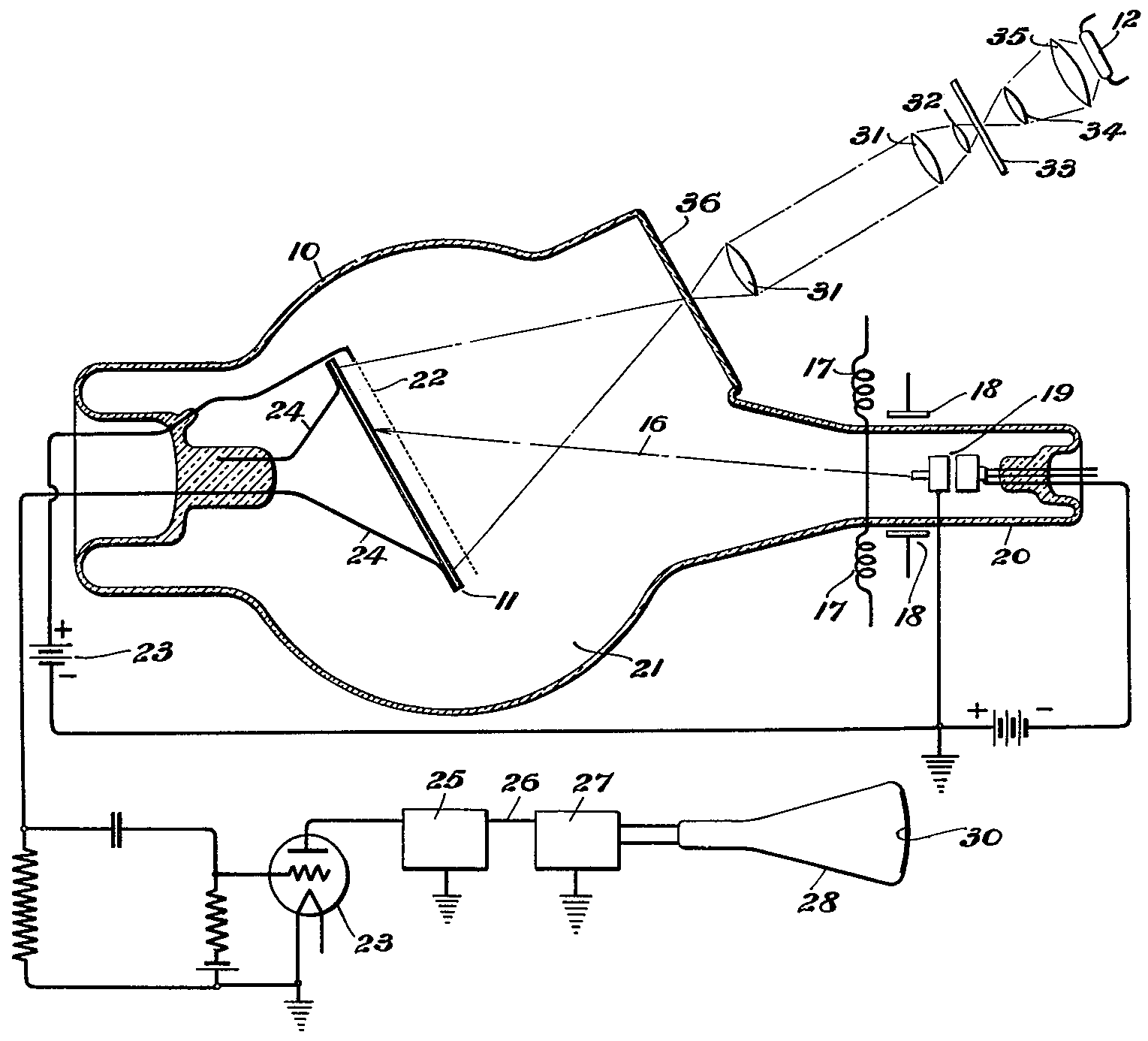
Schemat ikonoskopu Zworykina z 1931 r.

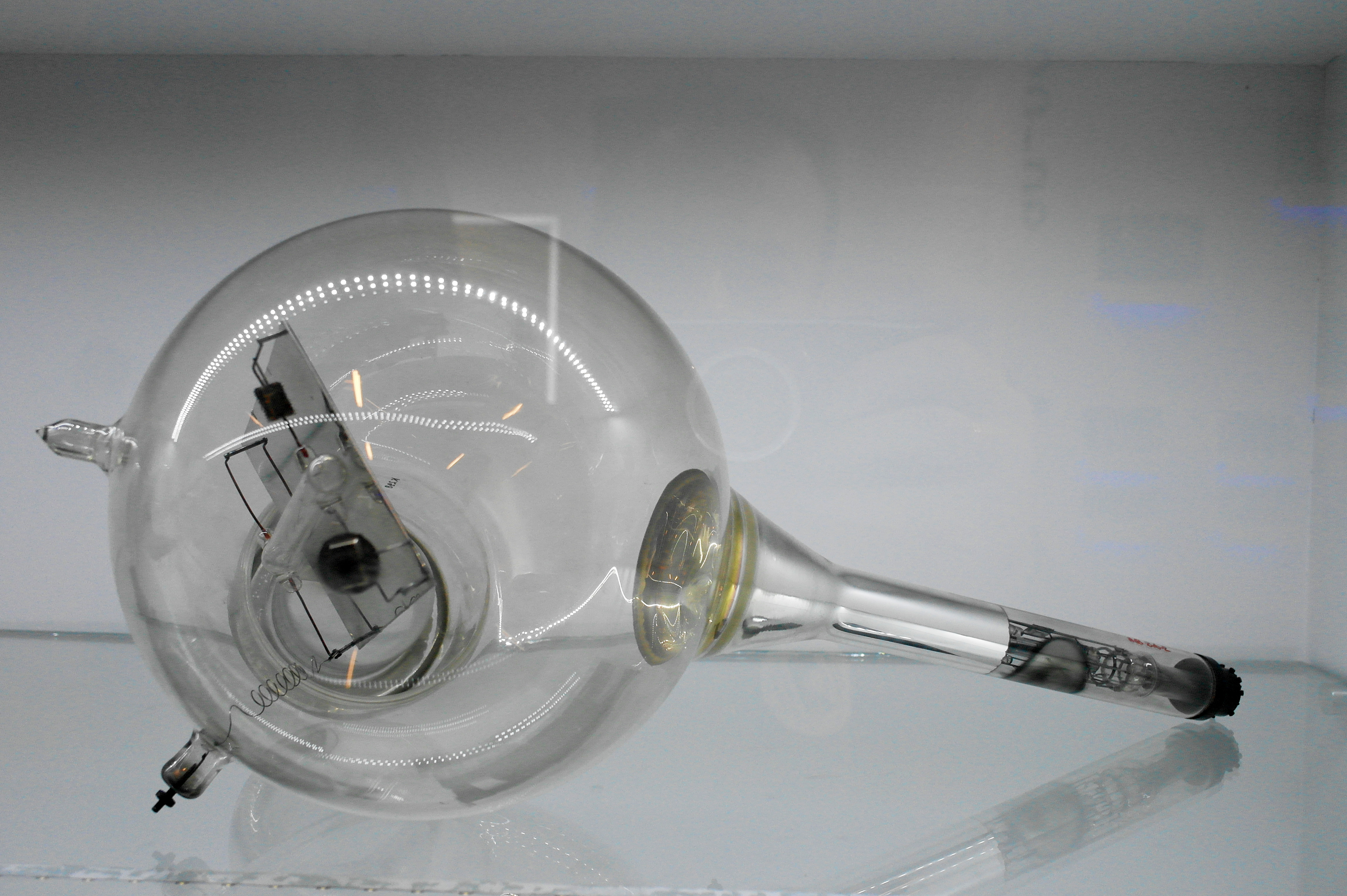
Ikonoskop w ekspozycji Narodowego Muzeum Techniki w Pradze (Czechy)

Ikonoskop – rodzaj lampy analizującej, do przetwarzania obrazu na sygnały elektryczne. Lampa ta składa się z bańki próżniowej, w której znajduje się światłoczuła mozaika. Jest to w istocie płytka mikowa, na której osadzone są (izolowane elektrycznie od siebie) cząstki (tzw. ziarna) srebra pokryte warstwą cezu, dzięki któremu każda z tych cząstek stanowi element fotoelektryczny. Tylna strona płytki mikowej pokryta jest warstwą srebra, stanowiącą elektrodę sygnałową. Lampa ta zawiera również działo elektronowe ustawione pod pewnym kątem w stosunku do powierzchni mozaiki. W lampie tej obraz optyczny rzutowany na mozaikę (warstwę światłoczułą) wybija z niej elektrony powodując powstanie równoważnego obrazu potencjałowego. Wybieranie poszczególnych elementów tego obrazu odbywa się za pomocą strumienia elektronów, uzyskiwanego za pomocą działa elektronowego. Historycznie jest to pierwszy w pełni udany przetwornik do kamer telewizji elektronicznej, opracowany około 1930 roku przez Władimira Kosmę Zworykina. Wynalazek ten wyparł stosowane wcześniej systemy telewizji mechanicznej.